# Carpi
Carpi (emilián nyelven Chèrp) város Olaszországban, Emilia-Romagna régióban, Modena megyében. Lakosainak száma 71 869 fő (2023. január 1.). Carpi Campogalliano, Cavezzo, Correggio, Fabbrico, Modena, Novi di Modena, Rio Saliceto, Rolo, San Prospero és Soliera községekkel határos.

## Népesség
A település népessége az elmúlt években az alábbi módon változott:
| Lakosok száma | 64 195 | 71 031 | 71 148 | 71 869 |
|               | 2005   | 2016   | 2018   | 2023   |

## Híres szülöttjei
- Maino Neri válogatott labdarúgó
- Fabio Baraldi válogatott vízilabdázó